# Abbas Ibrahim
Abbas Ibrahim (Idah, 2 gennaio 1998) è un calciatore nigeriano, centrocampista dell'Elbasani.

## Caratteristiche tecniche
È un centrocampista difensivo.

## Carriera
Cresciuto nel settore giovanile del Paços Ferreira, il 5 dicembre 2018 debutta in prima squadra giocando l'incontro di Taça da Liga perso 2-0 contro il Benfica.

## Statistiche
Statistiche aggiornate al 20 marzo 2021.

### Presenze e reti nei club
| Stagione        | Squadra         | Campionato      | Campionato | Campionato | Coppe nazionali | Coppe nazionali | Coppe nazionali | Coppe continentali | Coppe continentali | Coppe continentali | Altre coppe | Altre coppe | Altre coppe | Totale | Totale | Totale |
| Stagione        | Squadra         | Comp            | Pres       | Reti       | Comp            | Pres            | Reti            | Comp               | Pres               | Reti               | Comp        | Pres        | Reti        | Pres   | Reti   |        |
| --------------- | --------------- | --------------- | ---------- | ---------- | --------------- | --------------- | --------------- | ------------------ | ------------------ | ------------------ | ----------- | ----------- | ----------- | ------ | ------ | ------ |
| 2018-gen. 2019  | Paços Ferreira  | PL              | 0          | 0          | CP+CdL          | 0+2             | 0               |                    | -                  | -                  |             | -           | -           | 2      | 0      |        |
| gen.-giu. 2019  | Paredes         | CdP             | 14         | 1          | CP+CdL          | 0               | 0               |                    | -                  | -                  |             | -           | -           | 14     | 1      |        |
| 2019-2020       | Arouca          | CdP             | 21         | 0          | CP+CdL          | 1+0             | 0               |                    | -                  | -                  |             | -           | -           | 22     | 0      |        |
| 2020-2021       | Paços Ferreira  | PL              | 4          | 0          | CP              | 1               | 0               |                    | -                  | -                  |             | -           | -           | 5      | 0      |        |
| Totale carriera | Totale carriera | Totale carriera | 39         | 1          |                 | 4               | 0               |                    | -                  | -                  |             | -           | -           | 43     | 1      |        |